# Stevan Harnad
Stevan Harnad (Étienne Harnad, Hernád István Róbert, Hesslein István, né le 2 juin 1945 à Budapest) est un chercheur et professeur en sciences cognitives. Professeur de psychologie at ancien titulaire de la chaire de recherche du Canada en science cognitives (2001-2015) à l'université du Québec à Montréal il est aussi professeur émérite en électronique et informatique à l'université de Southampton. Membre externe de l'Académie hongroise des sciences depuis 2001, il démissionne en 2016 en guise de protestation contre le régime de Viktor Orban en Hongrie.  Il est le fondateur et ancien directeur de la revue Behavioral and Brain Sciences et de l'archive électronique CogPrints (en).
Ses recherches portent sur la catégorisation, la communication et la connaissance. Il est l'auteur de plus de 300 publications en sciences cognitives et en communication scientifique.
Rédacteur en chef et fondateur de plusieurs revues académiques, Stevan Harnad est un des principaux promoteurs de l'open access.
Harnad a fait ses études de 1er et de 2e cycles à l'université McGill et son doctorat à l'université de Princeton.
Stevan Harnad a été végétarien pendant plus de 50 ans, mais il est désormais végane. Dans un échange avec Élise Desaulniers il explique qu'il a « honte d’avoir été végétarien pendant 50 ans ». Par ailleurs, il justifie ne plus consommer de viande en déclarant « Pourquoi ne suis-je pas carnivore ? Parce que je ne suis pas psychopathe – et je n’ai pas le goût de l’être ».

## Distinctions
2013 : docteur honoris causa de l'université de Liège